# 謝りたい人がいます
『謝りたい人がいます。』（あやまりたいひとがいます。）は、TBS系列で2013年4月8日以降に順次放送される特別番組である。

## 概要
芸能人が、心にわだかまる人に本気で謝罪する。第1弾、第2弾はローカル枠として放送されていたが、第3弾は初めて全国ネットとしての放送となる。

## 出演者

### MC
- ブラックマヨネーズ
  - 吉田敬
  - 小杉竜一

### 進行
- 小林麻耶

### 謝りたい人

#### 第1弾
- ハマカーン
- 武井壮

#### 第2弾
- 向井慧（パンサー）
- 坂上忍
- ダレノガレ明美

#### 第3弾
- イ・ウンジ
- やしろ優
- 小峠英二（バイきんぐ）
- 森慎太郎（どぶろっく）

### ゲスト

#### 第1弾
- 菊地亜美
- 陣内智則
- 杉村太蔵

#### 第2弾
- 陣内智則
- 石田純一
- 東尾理子
- 潮田玲子
- 小泉孝太郎
- IMALU

#### 第3弾
- 石田純一
- 大政絢
- 陣内智則
- 中山秀征
- 東尾理子

#### 第4弾

##### 付き添い人
- 武井壮
- ダレノガレ明美

## ネット局と放送時間

### 第1弾
| 放送対象地域   | 放送局                | 系列    | 放送日時                     | 遅れ日数   |
| -------------- | --------------------- | ------- | ---------------------------- | ---------- |
| 関東広域圏     | TBSテレビ（TBS）      | TBS系列 | 2013年4月8日 23:58 - 24:58   | 制作局     |
| 岩手県         | IBC岩手放送（IBC）    | TBS系列 | 2013年4月8日 23:58 - 24:58   | 同時ネット |
| 山形県         | テレビユー山形（TUY） | TBS系列 | 2013年4月8日 23:58 - 24:58   | 同時ネット |
| 福島県         | テレビユー福島（TUF） | TBS系列 | 2013年4月8日 23:58 - 24:58   | 同時ネット |
| 静岡県         | 静岡放送（SBS）       | TBS系列 | 2013年4月8日 23:58 - 24:58   | 同時ネット |
| 石川県         | 北陸放送（MRO）       | TBS系列 | 2013年4月8日 23:58 - 24:58   | 同時ネット |
| 愛媛県         | あいテレビ（ITV）     | TBS系列 | 2013年4月8日 23:58 - 24:58   | 同時ネット |
| 福岡県         | RKB毎日放送（RKB）    | TBS系列 | 2013年4月8日 23:58 - 24:58   | 同時ネット |
| 長崎県         | 長崎放送（NBC）       | TBS系列 | 2013年4月8日 23:58 - 24:58   | 同時ネット |
| 大分県         | 大分放送（OBS）       | TBS系列 | 2013年4月22日 23:58 - 24:58  | 14日遅れ   |
| 北海道         | 北海道放送（HBC）     | TBS系列 | 2013年4月23日 23:58 - 24:58  | 15日遅れ   |
| 広島県         | 中国放送（RCC）       | TBS系列 | 2013年4月25日 23:58 - 24:58  | 17日遅れ   |
| 宮城県         | 東北放送（TBC）       | TBS系列 | 2013年4月26日 24:35 - 25:35  | 18日遅れ   |
| 鹿児島県       | 南日本放送（MBC）     | TBS系列 | 2013年5月20日 24:05 - 25:05  | 42日遅れ   |
| 近畿広域圏     | 毎日放送（MBS）       | TBS系列 | 2013年9月22日 12:54 - 14:00  | 167日遅れ  |
| 新潟県         | 新潟放送（BSN）       | TBS系列 | 2013年10月15日 23:58 - 24:58 | 190日遅れ  |
| 長野県         | 信越放送（SBC）       | TBS系列 | 2014年1月3日 24:10 - 25:10   | 270日遅れ  |
| 岡山県・香川県 | 山陽放送（RSK）       | TBS系列 | 2014年2月20日 13:55 - 14:55  | 328日遅れ  |

### 第2弾
| 放送対象地域   | 放送局                    | 系列    | 放送日時                     | 遅れ日数   |
| -------------- | ------------------------- | ------- | ---------------------------- | ---------- |
| 関東広域圏     | TBSテレビ（TBS）          | TBS系列 | 2013年8月21日 19:00 - 20:54  | 制作局     |
| 山形県         | テレビユー山形（TUY）     | TBS系列 | 2013年8月21日 19:00 - 20:54  | 同時ネット |
| 福島県         | テレビユー福島（TUF）     | TBS系列 | 2013年8月21日 19:00 - 20:54  | 同時ネット |
| 静岡県         | 静岡放送（SBS）           | TBS系列 | 2013年8月21日 19:00 - 20:54  | 同時ネット |
| 富山県         | チューリップテレビ（TUT） | TBS系列 | 2013年8月21日 19:00 - 20:54  | 同時ネット |
| 石川県         | 北陸放送（MRO）           | TBS系列 | 2013年8月21日 19:00 - 20:54  | 同時ネット |
| 中京広域圏     | 中部日本放送（CBC）       | TBS系列 | 2013年8月21日 19:00 - 20:54  | 同時ネット |
| 広島県         | 中国放送（RCC）           | TBS系列 | 2013年8月21日 19:00 - 20:54  | 同時ネット |
| 愛媛県         | あいテレビ（ITV）         | TBS系列 | 2013年8月21日 19:00 - 20:54  | 同時ネット |
| 長崎県         | 長崎放送（NBC）           | TBS系列 | 2013年8月21日 19:00 - 20:54  | 同時ネット |
| 長野県         | 信越放送（SBC）           | TBS系列 | 2013年9月7日 12:10 - 14:00   | 17日遅れ   |
| 北海道         | 北海道放送（HBC）         | TBS系列 | 2013年9月14日 12:09 - 14:00  | 24日遅れ   |
| 沖縄県         | 琉球放送（RBC）           | TBS系列 | 2013年10月16日 14:55 - 16:53 | 56日遅れ   |
| 鹿児島県       | 南日本放送（MBC）         | TBS系列 | 2013年10月19日 15:00 - 16:54 | 59日遅れ   |
| 宮城県         | 東北放送（TBC）           | TBS系列 | 2013年10月20日 14:00 - 16:00 | 60日遅れ   |
| 福岡県         | RKB毎日放送（RKB）        | TBS系列 | 2013年11月2日 14:00 - 15:54  | 73日遅れ   |
| 岡山県・香川県 | 山陽放送（RSK）           | TBS系列 | 2013年11月2日 14:00 - 15:55  | 73日遅れ   |
| 岩手県         | IBC岩手放送（IBC）        | TBS系列 | 2013年11月7日 14:55 - 16:49  | 78日遅れ   |

### 第3弾
| 放送対象地域   | 放送局             | 系列    | 放送時間                     | 備考       |
| -------------- | ------------------ | ------- | ---------------------------- | ---------- |
| 関東広域圏     | TBSテレビ          | TBS系列 | 2013年12月27日 21:00 - 23:18 | 制作局     |
| 北海道         | 北海道放送         | TBS系列 | 2013年12月27日 21:00 - 23:18 | 同時ネット |
| 青森県         | 青森テレビ         | TBS系列 | 2013年12月27日 21:00 - 23:18 | 同時ネット |
| 岩手県         | IBC岩手放送        | TBS系列 | 2013年12月27日 21:00 - 23:18 | 同時ネット |
| 宮城県         | 東北放送           | TBS系列 | 2013年12月27日 21:00 - 23:18 | 同時ネット |
| 山形県         | テレビユー山形     | TBS系列 | 2013年12月27日 21:00 - 23:18 | 同時ネット |
| 福島県         | テレビユー福島     | TBS系列 | 2013年12月27日 21:00 - 23:18 | 同時ネット |
| 山梨県         | テレビ山梨         | TBS系列 | 2013年12月27日 21:00 - 23:18 | 同時ネット |
| 新潟県         | 新潟放送           | TBS系列 | 2013年12月27日 21:00 - 23:18 | 同時ネット |
| 長野県         | 信越放送           | TBS系列 | 2013年12月27日 21:00 - 23:18 | 同時ネット |
| 静岡県         | 静岡放送           | TBS系列 | 2013年12月27日 21:00 - 23:18 | 同時ネット |
| 富山県         | チューリップテレビ | TBS系列 | 2013年12月27日 21:00 - 23:18 | 同時ネット |
| 石川県         | 北陸放送           | TBS系列 | 2013年12月27日 21:00 - 23:18 | 同時ネット |
| 中京広域圏     | 中部日本放送       | TBS系列 | 2013年12月27日 21:00 - 23:18 | 同時ネット |
| 近畿広域圏     | 毎日放送           | TBS系列 | 2013年12月27日 21:00 - 23:18 | 同時ネット |
| 鳥取県・島根県 | 山陰放送           | TBS系列 | 2013年12月27日 21:00 - 23:18 | 同時ネット |
| 岡山県・香川県 | 山陽放送           | TBS系列 | 2013年12月27日 21:00 - 23:18 | 同時ネット |
| 広島県         | 中国放送           | TBS系列 | 2013年12月27日 21:00 - 23:18 | 同時ネット |
| 山口県         | テレビ山口         | TBS系列 | 2013年12月27日 21:00 - 23:18 | 同時ネット |
| 愛媛県         | あいテレビ         | TBS系列 | 2013年12月27日 21:00 - 23:18 | 同時ネット |
| 高知県         | テレビ高知         | TBS系列 | 2013年12月27日 21:00 - 23:18 | 同時ネット |
| 福岡県         | RKB毎日放送        | TBS系列 | 2013年12月27日 21:00 - 23:18 | 同時ネット |
| 長崎県         | 長崎放送           | TBS系列 | 2013年12月27日 21:00 - 23:18 | 同時ネット |
| 熊本県         | 熊本放送           | TBS系列 | 2013年12月27日 21:00 - 23:18 | 同時ネット |
| 大分県         | 大分放送           | TBS系列 | 2013年12月27日 21:00 - 23:18 | 同時ネット |
| 宮崎県         | 宮崎放送           | TBS系列 | 2013年12月27日 21:00 - 23:18 | 同時ネット |
| 鹿児島県       | 南日本放送         | TBS系列 | 2013年12月27日 21:00 - 23:18 | 同時ネット |
| 沖縄県         | 琉球放送           | TBS系列 | 2013年12月27日 21:00 - 23:18 | 同時ネット |

## 主なスタッフ
第2回（2013年8月21日放送分）
- ナレーション：三村ロンド
- 作・構成：成瀬正人、安達××、布広太一、村上洋資
- リサーチ：フォーミュレーション
- TM：荒木健一
- TD：中野啓
- VE：菅沼智博
- カメラ：小笠原朋樹
- 音声：森和哉
- 照明：中川剛
- 美術プロデューサー：山口智広
- 美術デザイン：齊藤傑
- 美術制作：羽田一成
- 装置：相良比佐夫
- 操作：坂上好明
- 電飾：澤田稔
- マルチCG：嶋ヨシユキ
- アクリル装飾：青木剛
- 生花装飾：伊東富之
- 小道具：田中秀和
- 持ち道具：寺澤麻由美
- 衣装：渥美智恵
- ヘアメイク：川喜田祥子
- 編集：関美幸、遠藤毅
- MA：市川徹
- 音効：石川良則、佐藤賢治
- CG：上野勇
- イラスト：石川秀紀
- ロケ技術：スウィッシュ・ジャパン
- ロケ車輌：コム
- ロケメイク：ViViD
- 技術協力：東通、サウンド ユニバース
- 協力：東京オフラインセンターほか
- 公開：松元裕二
- 宣伝：眞鍋武
- TK：長谷川道子
- デスク：椿美貴子
- 編成：渡辺信也
- MP（マネージメントプロデューサー）：稲見亜矢
- AD：小林聡美、本山麻美、大川菜緒、稲垣貴裕、高山和也、森田佐知子、加藤智徳、石塚礼、幸常志
- ディレクター：前島隆昭、藤野大作、妹尾篤史、林博史、照井有、武藤利治、日野智文、柚原資雄
- チーフディレクター：堤俊博
- プロデューサー：富田好美、久田誠司
- 総合演出・プロデューサー：高田脩
- EP（エグゼクティブプロデューサー）：安田淳
- 製作：TBS

第3回（2013年12月27日放送分）
- ナレーション：三村ロンド
- 作・構成：藤谷弥生、成瀬正人、安達××、布広太一、村上洋資
- リサーチ：フォーミュレーション
- TM：荒木健一
- TD：中野啓
- VE：佐藤公幸
- カメラ：小笠原朋樹
- 音声：菅原正巳
- 照明：中川剛
- 美術プロデューサー：山口智広
- 美術デザイン：齊藤傑
- 美術制作：羽田一成
- 装置：相良比佐夫
- 操作：佐藤学
- 電飾：澤田稔
- マルチCG：嶋ヨシユキ
- アクリル装飾：青木剛
- 生花装飾：伊東冨之
- 小道具：田中秀和
- 持ち道具：寺澤麻由美
- 衣装：渥美智恵
- TD：山田賢司〈中継技術〉
- カメラ：荒井隆之〈中継技術〉
- 音声：小澤義春〈中継技術〉
- 照明：渋谷康治〈中継技術〉
- 操作：前野博幸〈中継美術〉
- 特効：大久保謙一朗〈中継美術〉
- ヘアメイク：田中智子
- 編集：遠藤教莞、山本和美
- MA：市川徹
- 音効：石川良則、丹羽さやか
- CG：上野勇
- イラスト：石川秀紀
- ロケ技術：スウィッシュ・ジャパン
- ロケ車輌：コム
- ロケメイク：ViViD
- 技術協力：東通、サウンド ユニバース、JUNESEP
- 協力：東京オフラインセンターほか
- 韓国コーディネート：趙アジン、引地寿和
- 台湾コーディネート：TOP TAIWAN
- 公開：松元裕二
- 宣伝：眞鍋武
- TK：長谷川道子
- デスク：椿美貴子
- 編成：渡辺信也
- MP（マネージメントプロデューサー）：稲見亜矢
- AD：本田哲也、藤田大樹、秋元一富、後閑雄介、須藤駿、向恵利香、石塚礼、大川菜緒
- AP：好田康智、熊木祐一
- ディレクター：前島隆昭、久野公嗣、林博史、照井有、日野智文、柚原資雄、田村裕之
- チーフディレクター：堤俊博
- プロデューサー：富田好美、久田誠司、川名良和
- 総合演出・プロデューサー：高田脩
- EP（エグゼクティブプロデューサー）：安田淳
- 製作：TBS

第4回（2014年6月19日放送分）
- 企画・演出：高田脩
- ナレーター：三村ロンド
- 構成：藤谷弥生、成瀬正人、布広太一、水井心太
- TM：荒木健一
- TD：中野啓
- VE：佐藤公幸
- カメラ：小笠原朋樹
- 音声：森和哉
- 照明：矢作和彦
- 美術プロデューサー：山口智広
- 美術デザイン：齊藤傑
- 美術制作：羽田一成
- 装置：相良比佐夫
- 制作（操作）：佐藤学
- 電飾：澤田稔
- マルチCG：嶋ヨシユキ
- アクリル装飾：青木剛
- 生花装飾：伊東冨之
- 小道具：田中秀和
- 持ち道具：寺澤麻由美
- 衣装：渥美智恵
- ヘアメイク：宮本圭歌
- 編集：遠藤毅、高橋雄人
- MA：市川徹
- 音効：石川良則、佐藤賢治
- CG：上野勇
- ロケ技術：スウィッシュ・ジャパン
- ロケ車輌：コム
- ロケメイク：ViViD
- 技術協力：東通、エスユー
- 協力：東京オフラインセンターほか
- 韓国コーディネート：趙アジン、引地寿和
- 台湾コーディネート：TOP TAIWAN
- 公開：松元裕二
- 宣伝：眞鍋武、広重玲子
- TK：長谷川道子
- デスク：椿美貴子
- 編成：渡辺信也
- MP（マネージメントプロデューサー）：稲見亜矢
- AD：本田哲也、須藤駿、長冨紗良、門田湧也、稲垣貴裕
- AP：好田康智、熊木祐一
- ディレクター：妹尾篤史、照井有、橋詰圭太／川名良和
- チーフディレクター：堤俊博
- プロデューサー：富田好美、久田誠司
- EP（エグゼクティブプロデューサー）：安田淳
- 製作著作：TBS

第5回（2016年9月23日放送分）
- ナレーター：三村ロンド
- 構成：近藤祐次、内田わくわく、大西右人、布広太一、片岡章博/都築浩
- リサーチ：中原祐、小川賢治、辻野宏和、土橋敬弘、片岡正徳、赤星亭
- TM：近藤明人
- TD：中野啓
- カメラ：中里子
- 音声：稲津貴之
- 照明：中川剛
- 美術：齊藤傑
- 美術制作：羽田一成
- 装置：相良比佐夫
- 制作（操作）：新木大介
- 電飾：澤田稔
- マルチCG：嶋ヨシユキ
- アクリル装飾：青木剛
- 花装飾：石井信彦
- 小道具：後藤千鶴
- 持道具：小松絵理子
- 衣装：岩崎孝典
- 編集：関美幸、高橋雄人
- MA：市川徹
- 音効：石川良則、沢井隆志
- CG：上野勇
- ロケ技術：スウィッシュ・ジャパン
- ロケ車輌：コム
- ロケメイク：ViViD
- 技術協力：東通、エスユー
- 協力：東京オフラインセンターほか
- 韓国コーディネート：趙アジン、引地寿和
- 台湾コーディネート：TOP TAIWAN
- 公開：松元裕二
- 宣伝：眞鍋武、清水由花
- TK：長谷川道
- デスク：椿美貴子
- 編成：田口健介
- MP（マネージメントプロデューサー）：稲見亜矢
- AD：長井慎弥、須藤駿、大野道子、松田重雄、穴井里加子
- ディレクター：藤野大作、妹尾篤史、濱本美香、久野公嗣、佐藤秀樹、重原将司、平田恭崇、本田哲也、岡本裕太、日野智文
- チーフディレクター：堤俊博
- 企画・演出：高田脩
- プロデューサー：江藤俊久、谷澤美和
- 製作著作：TBS